# Tanner Patrick
Tanner Patrick Howe, (Los Ángeles, Estados Unidos, 24 de mayo de 1991) es un cantante y compositor estadounidense que alcanzó la popularidad por subir vídeos a la red social YouTube. En 2012 lanzó su primer sencillo titulado "Merry Go Round" y el 22 de abril de 2014 su primer álbum,  "The Waiting Home".

## Biografía

### Inicios
Tanner Patrick nació en Los Ángeles, California, y luego se trasladó con su familia a Dallas, Texas, cuando tenía 4 años de edad. Un año después de mudarse a Texas, los padres de Tanner lo animaron a tomar clases de piano. Cuando Tanner tenía 10 años, recibió su primera guitarra como regalo de Navidad y comenzó a escribir y grabar música utilizando una grabadora de casetes conocida como Talkboy. A la edad de 17 años, Patrick fue diagnosticado con diabetes tipo 1. Al mes siguiente, después del diagnóstico, Patrick creó la banda, Disco Curtis con sus amigos Garrett Perales y AJ Novak.

### 2010-2012: Separación de la Banda y"Merry Go Round"
Tras la separación en 2010 de la banda Disco Curtis Tanner se planteó continuar como solista. El 23 de julio de 2011, Tanner anunció su inicio oficial como solista a través de un chat en vivo. El mes siguiente subió un video de introducción para lanzar su canal de YouTube. En septiembre de 2011, comenzó a subir covers en YouTube, la primera canción que subió fue "Stereo Hearts" de Gym Class Heroes y Adam Levine. A los 3 meses de subir su primer video a su canal de YouTube, había recibido más de 3.000.000 visitas. 
En diciembre de 2011, participó en el festival "Unsilent Night Music Festival 2012" que se celebró en el Centennial Hall de Fair Park (Dallas). Fue su primera actuación como solista.
El 10 de abril de 2012, Patrick lanzó el video de su primer sencillo, "Merry Go Round", que recibió más de 1,3 millones de visitas. A mediados de 2012, fue seleccionado por Nigel Lythgoe como uno de los ocho artistas que se participarían en el evento "E!'s Opening Act". Su aparición en el programa incluyó una sesión con Nick Jonas y la grabación de una canción original (escrita por Keith Urban y Darrell Brown) en el estudio "Capitol Records Recording Studio". 

### 2013-2015: Éxito internacional y "The Waiting Home"
Después de su debut en la televisión, fue contratado para escribir, producir y grabar la canción original, "Progress" y participar en una campaña de publicidad de Logitech. A finales de 2013 hizo su debut internacional actuando como artista invitado en el concierto "YouTube Sensations: Under The Stars Concert", que se celebró en el Coliseo de Singapur.
El 22 de abril de 2014 se publica su primer álbum,  "The Waiting Home", el día de su lanzamiento, el álbum alcanzó en iTunes el "Top 200" en varios países.[cita requerida]
Como compositor, Tanner ha coescrito con varios compositores, incluyendo Tim Myers, Damon Sharpe y Matt Squire.

## Discografía

### LP
| Año  | Título           |
| ---- | ---------------- |
| 2014 | The Waiting Home |

### Singles
| Año  | Título                 |
| ---- | ---------------------- |
| 2012 | Merry Go Round         |
| 2013 | Sideways Figure Eights |
| 2014 | Satellites             |